# Uí Maine
Uí Maine var et kongerige i det sydlige Connacht i Irland, Máine Mór(første konge af Uï Maine) skulle have grundlaget dette i 350'erne, som han skulle have regeret i omkring 50år.
Den sidste konge var Feardorcha Ó Cellaigh da kongeriget blev opløst i starten af 1600'tallet.